# Felix Sturm
Felix Sturm, de son vrai nom Adnan Catić, est un boxeur allemand d'origine bosniaque né le 31 janvier 1979 à Leverkusen, Allemagne.

## Carrière
Felix Sturm est né à Leverkusen, en Allemagne, de parents originaires de Blagaj (Mostar) en Bosnie-Herzégovine. 
Il devient champion du monde des poids moyens WBO le 13 septembre 2003 en battant aux points l'argentin Hector Javier Velazco. Sturm s'incline ensuite aux points face à Oscar de la Hoya le 5 juin 2004 lors de sa seconde défense mais s'empare du titre WBA de la catégorie en dominant le 11 mars 2006 Jermain Taylor. 
Détrôné dès le combat suivant par l'espagnol Javier Castillejo (arrêt de l'arbitre au 10e round le 15 juillet 2006), il prend sa revanche le 28 avril 2007 puis défend 7 fois son titre en 2 ans face à Noe Gonzalez Alcoba, Randy Griffin (après un premier match nul), Jamie Pittman, Sebastian Sylvester, Koji Sato et Khoren Gevor le 11 juillet 2009.
Après des démêlés avec son promoteur qui l'éloignent des rings pendant plus d'un an, Felix Sturm défend une nouvelle fois son titre WBA à Cologne le 4 septembre 2010 et s'impose aux points contre Giovanni Lorenzo. Le 19 février 2011, il enchaîne avec une nouvelle victoire, cette fois aux dépens de Ronald Hearns par arrêt de l'arbitre au 7e round, puis bat aux points par décision partagée l'anglais Matthew Macklin le 25 juin.
Sturm conserve en revanche de justesse sa ceinture WBA contre l'anglais Martin Murray en faisant match nul le 2 décembre 2011 puis bat au 9e round son compatriote Sebastian Zbik le 13 avril 2012. Il s'incline en revanche aux points contre Daniel Geale, champion IBF de la catégorie, le 1er septembre 2012 puis contre Sam Soliman le 1er février 2013. Cette défaite de Sturm sera changée en sans décision après le contrôle positif de l'australien à la méthylsynephrine. Il redevient ensuite champion du monde, cette fois IBF, en détrônant le britannique Darren Barker le 7 décembre 2013 par arrêt de l'arbitre au second round puis perd aux points le combat revanche contre Soliman le 31 mai 2014.
Felix Sturm passe ensuite dans la catégorie de poids supérieure et remporte le 20 février 2016 le titre de champion du monde des poids super-moyens WBA après sa victoire aux points contre le russe Fedor Chudinov. Il sera par la suite contrôlé positif à un contrôle antidopage (stéroïdes) et retourne en Bosnie-Herzégovine pour éviter des poursuites judiciaires en Allemagne. Le 5 octobre 2016, il laisse sa ceinture vacante.